# Bni Makada
Bni Makada (àrab: بني مكادة, Bnī Makāda; amazic estàndard marroquí: ⴱⵏⵉ ⵎⴽⴰⴷⴰ, Bni Mkada) és un arrondissement de la ciutat de Tànger, a la prefectura de Tanger-Assilah, a la regió de Tànger-Tetuan-Al Hoceima, al Marroc. Segons el cens de 2014 tenia una població total de 386.191 persones. Entre els censos de 1994 i 2004 ha sofert un augment de població, passant de 144.154 a 238.382 habitants.